# تصفيات كأس العالم 2018 – أوروبا المجموعة س
تصفيات كأس العالم لكرة القدم 2018 أوروبا المجموعة س (بالإنجليزية: Group F) هي واحدة من بين تسع مجموعات أوروبية من تصفيات كأس العالم لكرة القدم 2018. تتألف المجموعة من ستة فرق: إنجلترا، سلوفاكيا، اسكتلندا، سلوفينيا، ليتوانيا، و مالطا.
عقدت قرعة المرحلة الأولى (مرحلة المجموعات) كجزء من القرعة التمهيدية لكأس العالم لكرة القدم 2018 في 25 يوليو 2015، بداية من الساعة 18:00 توقيت موسكو المعياري (ت ع م+3)، في قصر كونستانتينوفسكي في ستريلنا، سانت بطرسبرغ، روسيا.
سوف يتأهل بطل المجموعة مباشرة إلى كأس العالم لكرة القدم 2018. من بين وصيفي المجموعات التسعة، سوف يصعد أفضل ثمانية وصيفين إلى المباريات الفاصلة، حيث سيتم وضعهم في أربع مواجهات ذهاب وإياب لتحديد المتأهلين الأربعة الآخرين.

## جدول الترتيب
| م | الفريق   | لعب | ف | ت | خ | أ.له | أ.ع | أ.ف | نقاط | التأهل                             |     |     |     |     |     |     |     |
| - | -------- | --- | - | - | - | ---- | --- | --- | ---- | ---------------------------------- | --- | --- | --- | --- | --- | --- | --- |
| 1 | إنجلترا  | 10  | 8 | 2 | 0 | 18   | 3   | +15 | 26   | التأهل لكأس العالم لكرة القدم 2018 |     | —   | 2–1 | 3–0 | 1–0 | 2–0 | 2–0 |
| 2 | سلوفاكيا | 10  | 6 | 0 | 4 | 17   | 7   | +10 | 18   |                                    |     | 0–1 | —   | 3–0 | 1–0 | 4–0 | 3–0 |
| 3 | إسكتلندا | 10  | 5 | 3 | 2 | 17   | 12  | +5  | 18   |                                    | 2–2 | 1–0 | —   | 1–0 | 1–1 | 2–0 |     |
| 4 | سلوفينيا | 10  | 4 | 3 | 3 | 12   | 7   | +5  | 15   |                                    | 0–0 | 1–0 | 2–2 | —   | 4–0 | 2–0 |     |
| 5 | ليتوانيا | 10  | 1 | 3 | 6 | 7    | 20  | −13 | 6    |                                    | 0–1 | 1–2 | 0–3 | 2–2 | —   | 2–0 |     |
| 6 | مالطا    | 10  | 0 | 1 | 9 | 3    | 25  | −22 | 1    |                                    | 0–4 | 1–3 | 1–5 | 0–1 | 1–1 | —   |     |

## المباريات
| ليتوانيا                                  | 2–2                        | سلوفينيا                             |
| ----------------------------------------- | -------------------------- | ------------------------------------ |
| فيودور تشيرنيتش 32' · فيكينتاس سليفكا 34' | تقرير (فيفا) تقرير (يويفا) | ريني كرهين 77' · بوشتيان سيزار 90+3' |

| سلوفاكيا | 0–1                        | إنجلترا          |
| -------- | -------------------------- | ---------------- |
|          | تقرير (فيفا) تقرير (يويفا) | آدم لالانا 90+5' |

| مالطا              | 1–5                        | إسكتلندا                                                                      |
| ------------------ | -------------------------- | ----------------------------------------------------------------------------- |
| ألفريد إيفيونغ 14' | تقرير (فيفا) تقرير (يويفا) | روبرت سنودغراس 10'، 61' (ركلة جزاء)، 84' · كريس مارتن 53' · ستيفين فليتشر 78' |

| إنجلترا                           | 2–0                        | مالطا |
| --------------------------------- | -------------------------- | ----- |
| دانييل ستوريدج 29' · ديلي ألي 38' | تقرير (فيفا) تقرير (يويفا) |       |

| إسكتلندا        | 1–1                        | ليتوانيا            |
| --------------- | -------------------------- | ------------------- |
| جيمس مكارثر 89' | تقرير (فيفا) تقرير (يويفا) | فيودور تشيرنيتش 59' |

| سلوفينيا          | 1–0                        | سلوفاكيا |
| ----------------- | -------------------------- | -------- |
| روك كرونافيتر 74' | تقرير (فيفا) تقرير (يويفا) |          |

| ليتوانيا                                                | 2–0                        | مالطا |
| ------------------------------------------------------- | -------------------------- | ----- |
| فيودور تشيرنيتش 76' · أرفيداس نوفيكوفاس 84' (ضربة جزاء) | تقرير (فيفا) تقرير (يويفا) |       |

| سلوفاكيا                            | 3–0                        | إسكتلندا |
| ----------------------------------- | -------------------------- | -------- |
| روبرت ماك 18'، 56' · آدم نيميتس 68' | تقرير (فيفا) تقرير (يويفا) |          |

| سلوفينيا | 0–0                        | إنجلترا |
| -------- | -------------------------- | ------- |
|          | تقرير (فيفا) تقرير (يويفا) |         |

| إنجلترا                                              | 3–0                        | إسكتلندا |
| ---------------------------------------------------- | -------------------------- | -------- |
| دانييل ستوريدج 23' · آدم لالانا 50' · غاري كاهيل 61' | تقرير (فيفا) تقرير (يويفا) |          |

| مالطا | 0–1                        | سلوفينيا            |
| ----- | -------------------------- | ------------------- |
|       | تقرير (فيفا) تقرير (يويفا) | بنيامين فيربيتش 47' |

| سلوفاكيا                                                                 | 4–0                        | ليتوانيا |
| ------------------------------------------------------------------------ | -------------------------- | -------- |
| آدم نيميتس 12' · يوراي كوتشكا 15' · مارتين شكرتيل 36' · ماريك هامشيك 86' | تقرير (فيفا) تقرير (يويفا) |          |

| إنجلترا                          | 2–0                        | ليتوانيا |
| -------------------------------- | -------------------------- | -------- |
| جيرمين ديفو 22' · جيمي فاردي 66' | تقرير (فيفا) تقرير (يويفا) |          |

| مالطا               | 1–3                        | سلوفاكيا                                           |
| ------------------- | -------------------------- | -------------------------------------------------- |
| جين بول فاروجيا 14' | تقرير (فيفا) تقرير (يويفا) | فلاديمير فايس 2' · يان غريغوش 41' · آدم نيميتس 84' |

| إسكتلندا       | 1–0                        | سلوفينيا |
| -------------- | -------------------------- | -------- |
| كريس مارتن 88' | تقرير (فيفا) تقرير (يويفا) |          |

| إسكتلندا             | 2–2                        | إنجلترا                                        |
| -------------------- | -------------------------- | ---------------------------------------------- |
| لاي غريفيثس 87'، 90' | تقرير (فيفا) تقرير (يويفا) | - أليكس أوكسلاد-تشامبرلين 70' - هاري كين 90+3' |

| سلوفينيا                                         | 2–0                        | مالطا |
| ------------------------------------------------ | -------------------------- | ----- |
| - يوسيب إيليتشيتش 45+2' - ميليفوي نوفاكوفيتش 84' | تقرير (فيفا) تقرير (يويفا) |       |

| ليتوانيا              | 1–2                        | سلوفاكيا                               |
| --------------------- | -------------------------- | -------------------------------------- |
| دارفيداس شيرناس 90+3' | تقرير (فيفا) تقرير (يويفا) | - فلاديمير فايس 32' - ماريك هامشيك 58' |

| ليتوانيا | ضد                         | إسكتلندا |
| -------- | -------------------------- | -------- |
|          | تقرير (فيفا) تقرير (يويفا) |          |

| مالطا | ضد                         | إنجلترا |
| ----- | -------------------------- | ------- |
|       | تقرير (فيفا) تقرير (يويفا) |         |

| سلوفاكيا | ضد                         | سلوفينيا |
| -------- | -------------------------- | -------- |
|          | تقرير (فيفا) تقرير (يويفا) |          |

| إنجلترا | ضد                         | سلوفاكيا |
| ------- | -------------------------- | -------- |
|         | تقرير (فيفا) تقرير (يويفا) |          |

| إسكتلندا | ضد                         | مالطا |
| -------- | -------------------------- | ----- |
|          | تقرير (فيفا) تقرير (يويفا) |       |

| سلوفينيا | ضد                         | ليتوانيا |
| -------- | -------------------------- | -------- |
|          | تقرير (فيفا) تقرير (يويفا) |          |

| إنجلترا | ضد                         | سلوفينيا |
| ------- | -------------------------- | -------- |
|         | تقرير (فيفا) تقرير (يويفا) |          |

| مالطا | ضد                         | ليتوانيا |
| ----- | -------------------------- | -------- |
|       | تقرير (فيفا) تقرير (يويفا) |          |

| إسكتلندا | ضد                         | سلوفاكيا |
| -------- | -------------------------- | -------- |
|          | تقرير (فيفا) تقرير (يويفا) |          |

| ليتوانيا | ضد                         | إنجلترا |
| -------- | -------------------------- | ------- |
|          | تقرير (فيفا) تقرير (يويفا) |         |

| سلوفاكيا | ضد                         | مالطا |
| -------- | -------------------------- | ----- |
|          | تقرير (فيفا) تقرير (يويفا) |       |

| سلوفينيا | ضد                         | إسكتلندا |
| -------- | -------------------------- | -------- |
|          | تقرير (فيفا) تقرير (يويفا) |          |